# Santuari d'animals

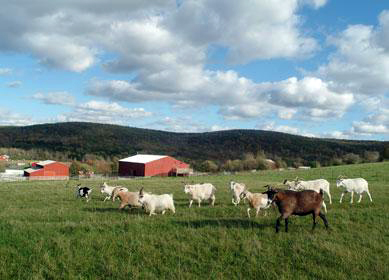
El refugi Farm Sanctuary a l'Upstate de Nova York proveeix de llar a centenars de cabres, ovelles, vaques, porcs, pollastres, galls dindis i altres animals de granja rescatats.

Un santuari d'animals és una instal·lació on són portats animals que visquin i estiguin protegits per la resta de les seves vides. Hi ha nombrosos santuaris arreu del món, entre els quals destaquen Farm Sanctuary, als EUA, o Farm Animal Sanctuary, al Regne Unit, aquest últim amb més de 20 anys d'història. A l'Estat espanyol, els més importants són El Hogar (Osona), Gaia (Ripollès) i Compasión Animal (Canal de Navarrés).

## Santuari i/o refugi d'animals
A diferència dels refugis d'animals, els santuaris no busquen col·locar els animals amb individus o grups, sinó mantenir-los fins a la seva mort natural. En alguns casos, un centre pot tenir tant les característiques de santuari com de refugi; per això alguns animals poden residir temporalment fins que se'ls troba una bona llar, mentre que d'altres seran residents permanents. La missió dels santuaris és generalment ser un lloc segur on els animals reben la millor cura possible que el santuari pot donar-los. Els animals no són venuts, canviats o usats per a experimentació amb animals i tenen l'oportunitat de viure tan naturalment com sigui possible en un entorn protector.

## Filosofia i missió dels santuaris
En un santuari, cada acció és escrutada per si hi ha algun indici de benefici humà a compte dels residents no humans i els assistents treballen en benefici dels animals sota la noció que tots els animals a les instal·lacions, humans i no humans, tenen la mateixa importància.
Un santuari no està obert al públic en el sentit d'un zoo perquè el públic no té permès accedir sol a cap part de les instal·lacions: s'intenta evitar qualsevol activitat que pugui donar lloc a estrès innecessari.
Una de les més importants missions dels santuaris, junt amb la de cuidar-se dels animals, és educar el públic. La seva última meta ha de ser canviar la manera en la qual els humans pensen en els animals no humans i en com els tracten.
Hi ha moltes organitzacions nacionals i internacionals que han pres la responsabilitat de supervisar nombrosos sistemes de santuaris sense ànim de lucre per proveir un sistema general que puguin seguir els santuaris. Entre ells, l'American Sanctuary Association (Associació Americana de Santuaris) monitora i ajuda diverses instal·lacions a cuidar vida salvatge exòtica. Ells acrediten instal·lacions conforme a uns alts estàndards i una rígida aplicació de processos per assegurar que els animals sota la seva cura són degudament cuidats i mantinguts.

## Situació jurídica
No existeix una normativa específica per als santuaris i han de ser registrats com a explotacions ramaderes extensives, cosa que implica les següents contradiccions:
- Els requisits sanitaris que l'administració els obliga a complir tenen la finalitat que la salut dels animals no afecte els consumidors, però als santuaris, els animals no són consumits.
- L'administració els obliga a identificar els animals amb cròtals, cosa que en un santuari no és necessària.
- No poden accedir a subvencions públiques. És per això que el seu finançament prové exclusivament dels donants.[3]
- Quan un animal adquireix una determinada malaltia (només important quan l'animal està destinat al consum humà) o ja té certa edat, els veterinaris entenen que ha de ser sacrificat.

El 21 de febrer del 2017, PACMA presentà a la Conselleria d'Agricultura de la Generalitat Valenciana una proposta per a regularitzar la situació dels santuaris d'animals amb la intenció de situar-los a un nivell legal semblant al de les protectores d'animals de companyia.